# Садиба Графині Глебової
Садиба Графині Глебової — напівзруйнована пам'ятка, залишки якої знаходяться в селі Дубки, Подільський район, Одеська область.
Садиба була зведена за наказом графині Глебової наприкінці 19-го століття в Дубківському лісі біля села. Натомість сама графиня в цій садибі ніколи не мешкала.
У 1920–1930-х рр. у будівлі садиби містилася сільськогосподарська профшкола. Пізніше територія, де знаходиться садиба, була віднесена до санаторію школи-інтернату. У 2010-х рр. на початку літа тут організовувався обласний етап Всеукраїнської дитячо-юнацької військово-патріотичної гри Сокіл — Джура. На даний момент будівля садиби знаходиться в стані руїни.

## Галерея

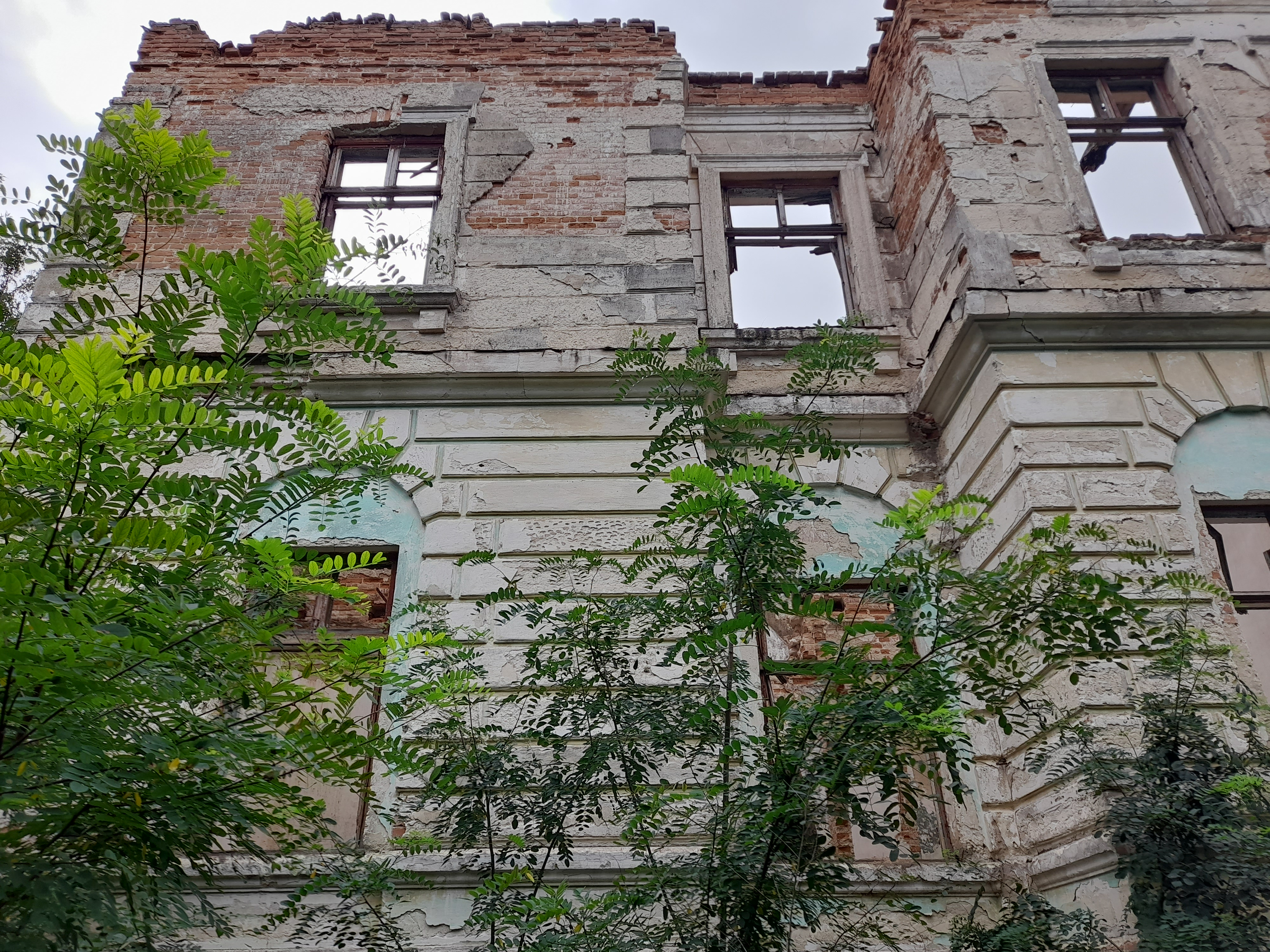
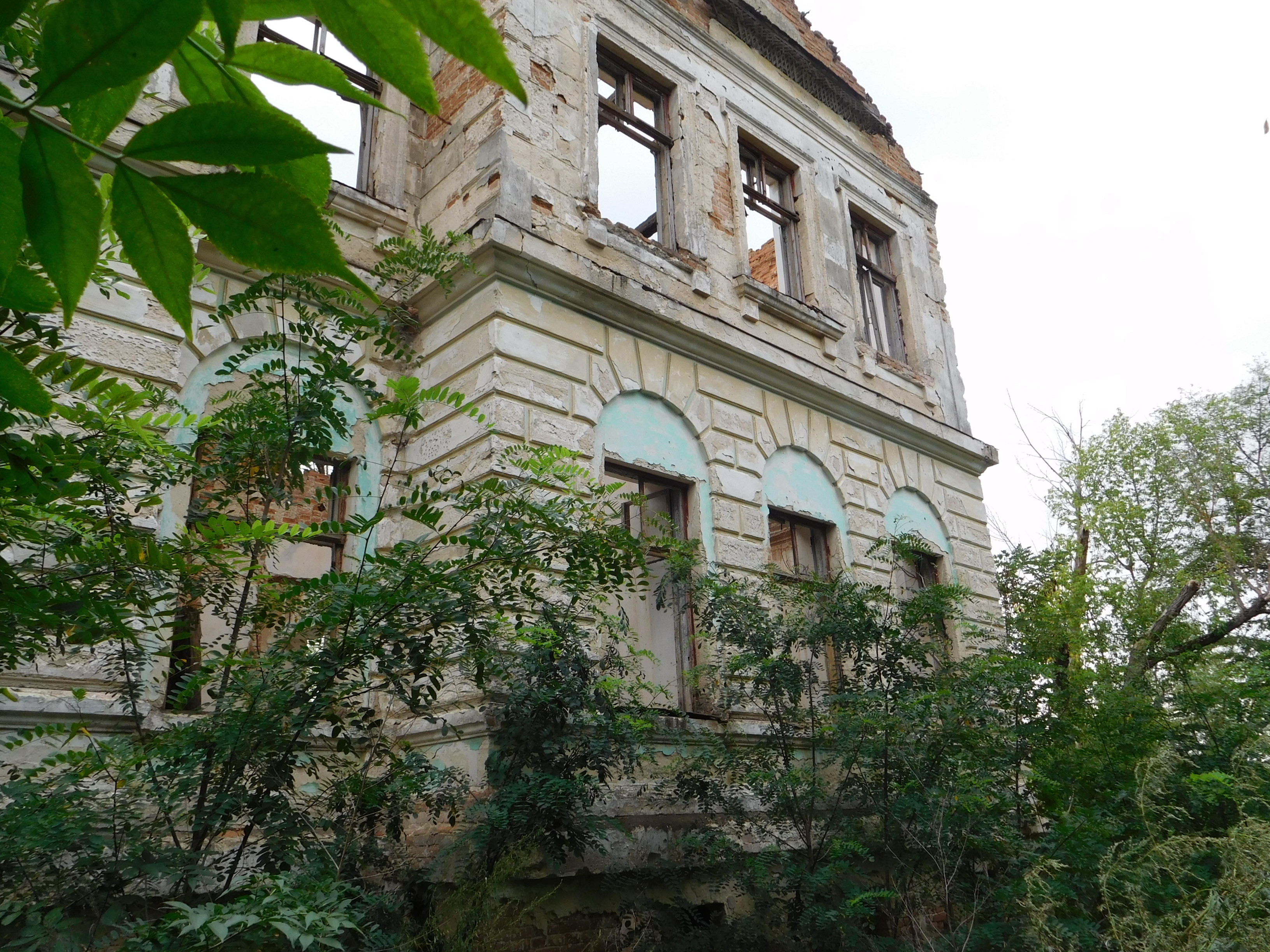
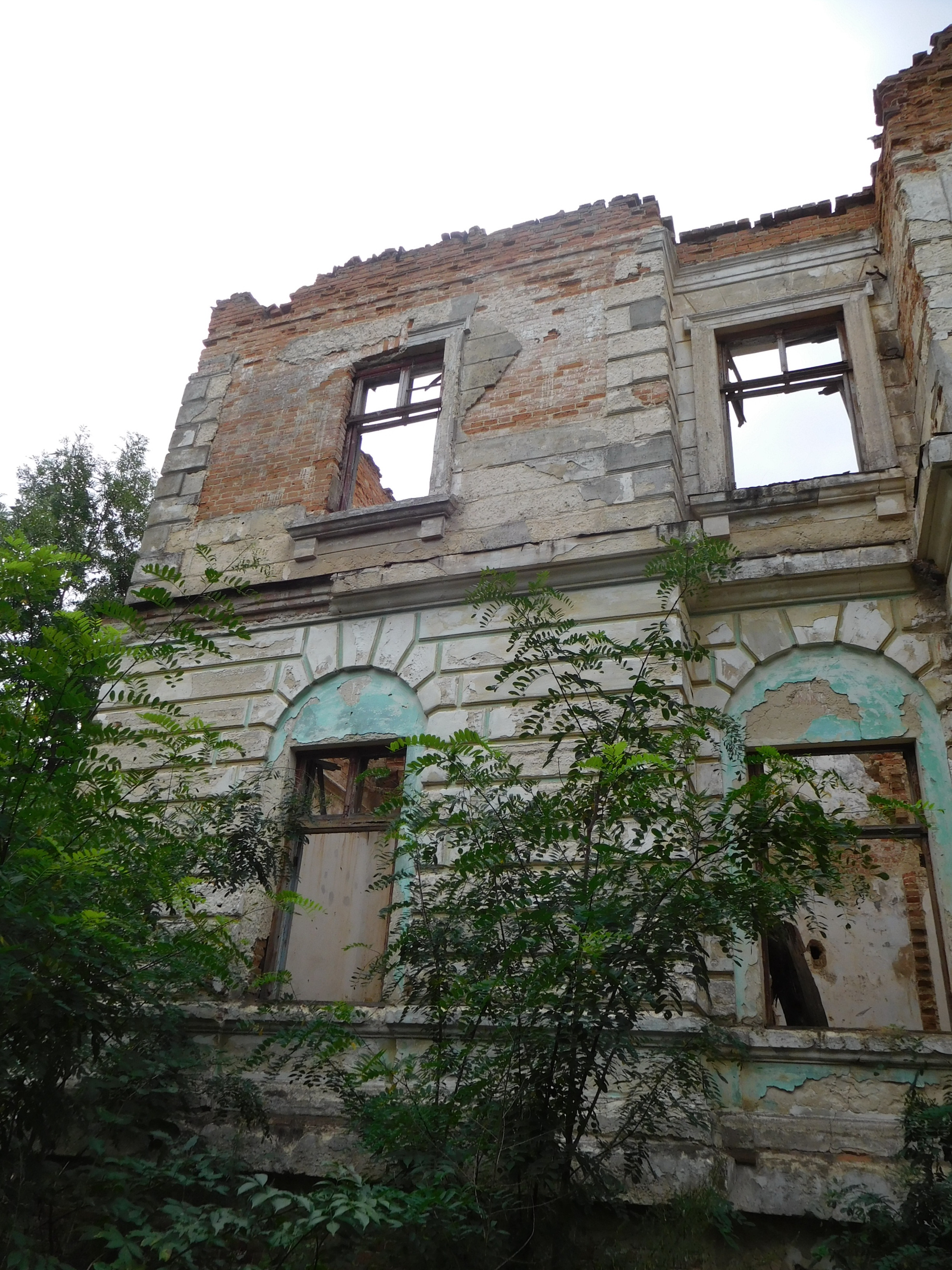
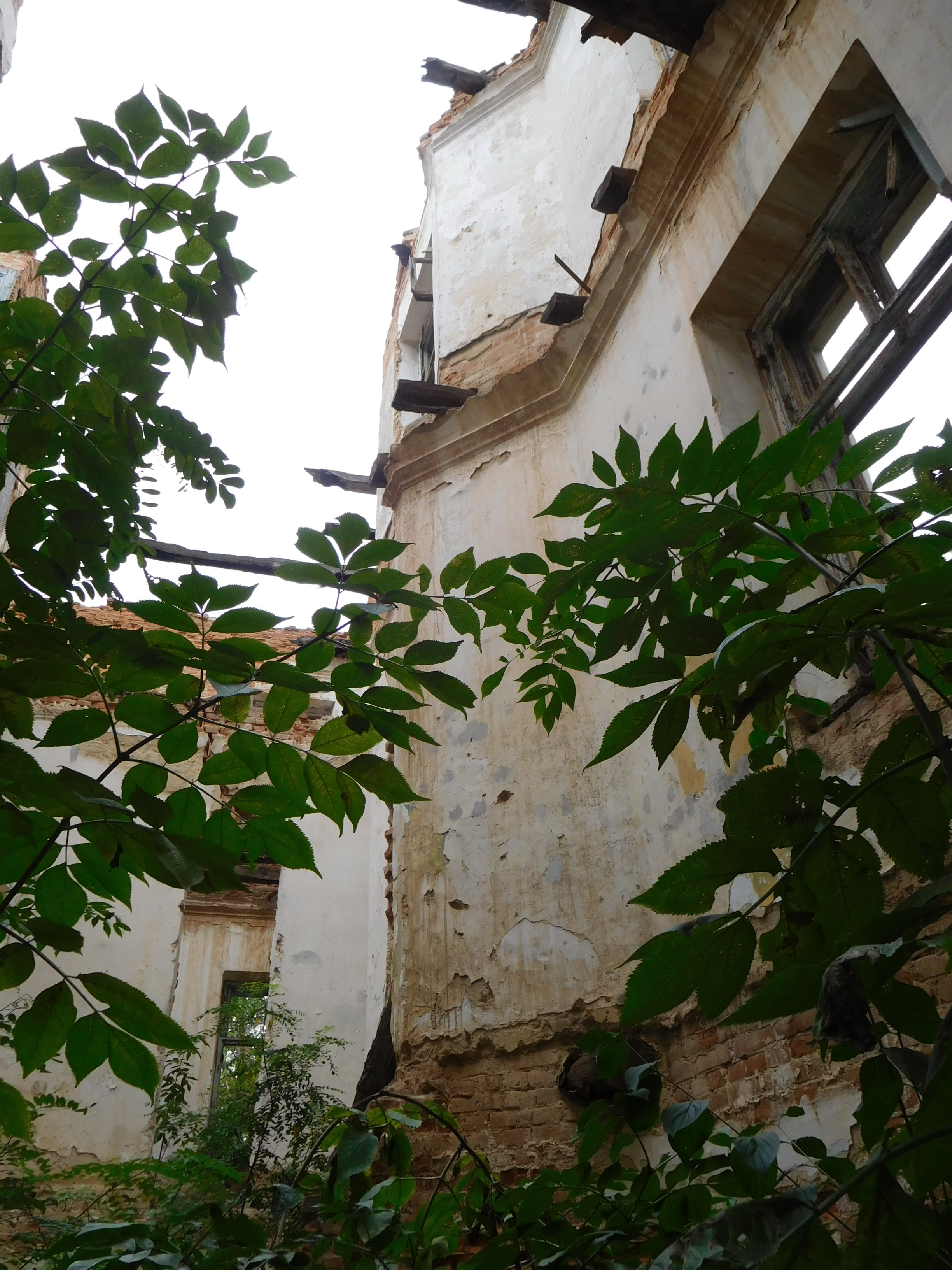